# Victory Motorcycles
Pour les articles homonymes, voir Victory.

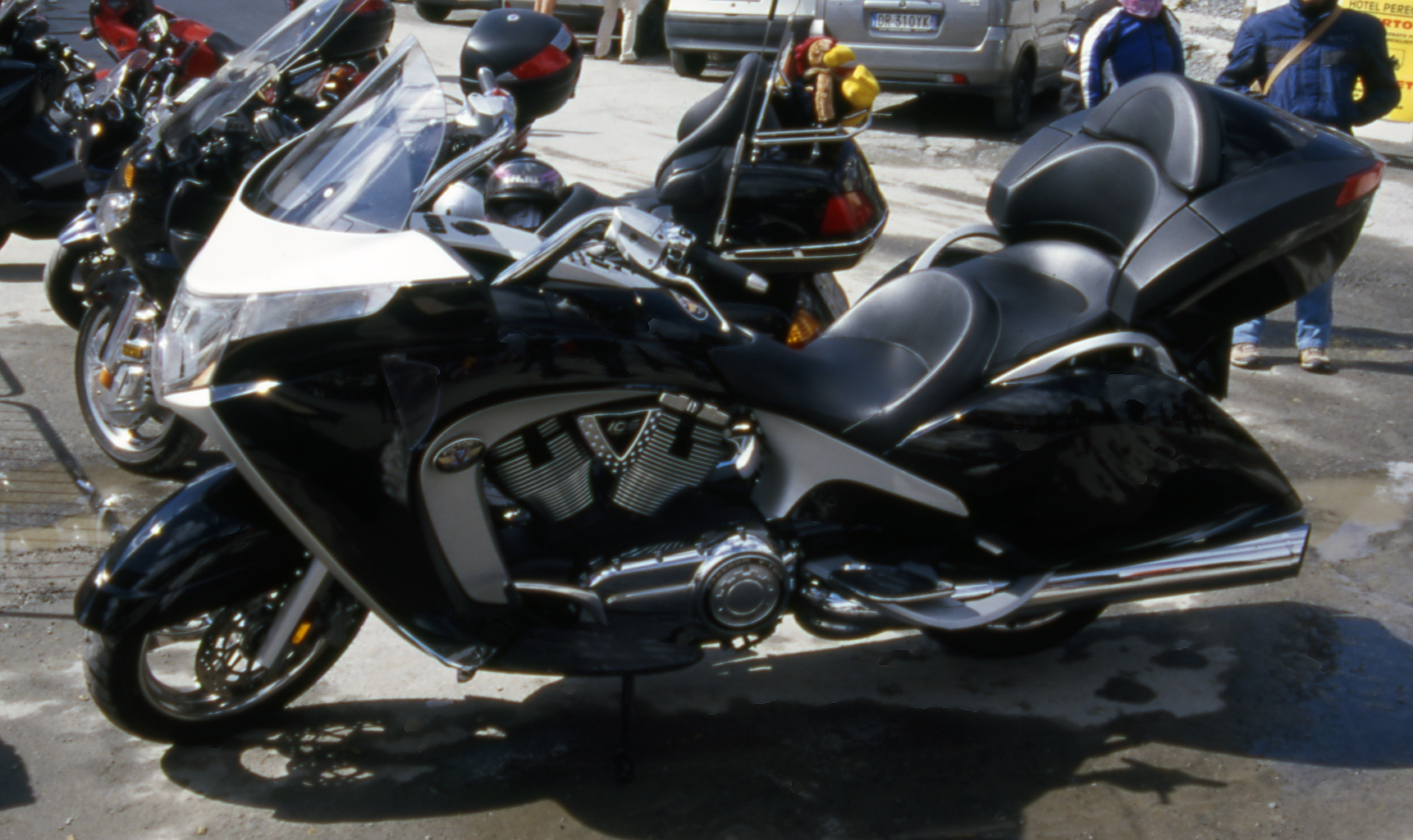
La Victory Vision Tour, fleuron de la marque.

Victory Motorcycles (1998-2017) était un fabricant américain de motos, filiale du groupe Polaris, implanté à Spirit Lake, en Iowa.

## Historique
Après avoir lancé avec succès, successivement, la production de motoneiges à partir de 1956, de quads à partir de 1985, puis de Rangers (véhicules tout-terrain) à partir de 1997, le groupe Polaris a développé un département moto en lançant la marque Victory en 1998. Le premier modèle, la V92C, rencontre un succès immédiat en 1999 en étant élu Cruiser de l'année,. Le développement de la marque bénéficie rapidement de l'apparition de gros bicylindres en V, d'abord le Freedom en 2002, puis, à partir de 2005, viendront deux moteurs 6-vitesses de 1 633 et 1 731 cm3 de cylindrée, refroidis par huile et air, à quatre soupapes par cylindre et arbre à cames en tête,. Le design très original, dû à la famille Ness (Arlen (en), le père, Cory, le fils et Zach, le petit fils), caractérise désormais la marque, avec son look custom.
Les sorties successives en 2003 de la Vegas, en 2004 de la Kingpin, en 2005 de la Hammer et surtout, en 2008, de la Vision, sont des événements salués par les journalistes spécialisés. Victory Motorcycles inaugure un nouveau logo en 2013.
La marque s'implante rapidement sur de nouveaux marchés au Canada anglophone, au Québec, et en Grande-Bretagne, avant d'investir l'Europe (dont la France) et l'Asie à partir de 2010.
Le 9 janvier 2017, Scott Wine annonce que Polaris Industries commence immédiatement la liquidation de sa marque Victory Motorcycles et de ses activités connexes,.

## Modèles 2013 à 2017
D'après,
Touring

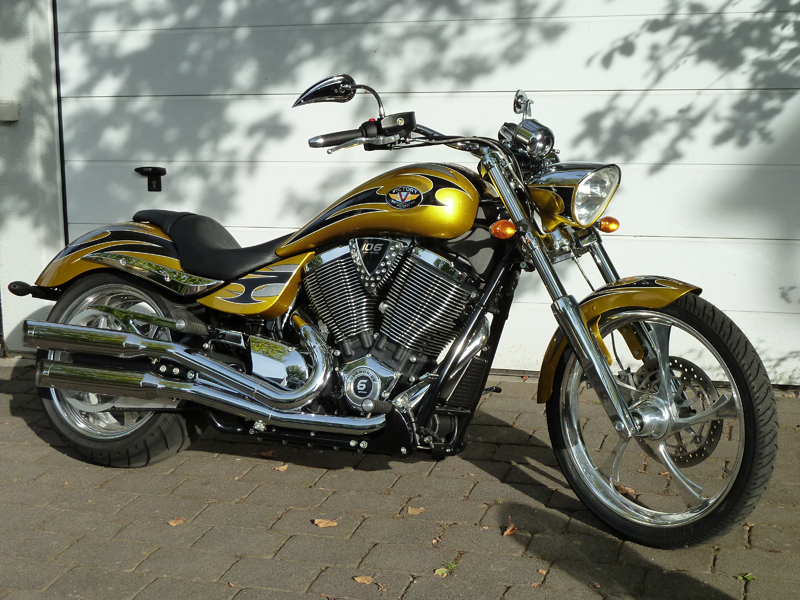
La Victory Jackpot (2010).

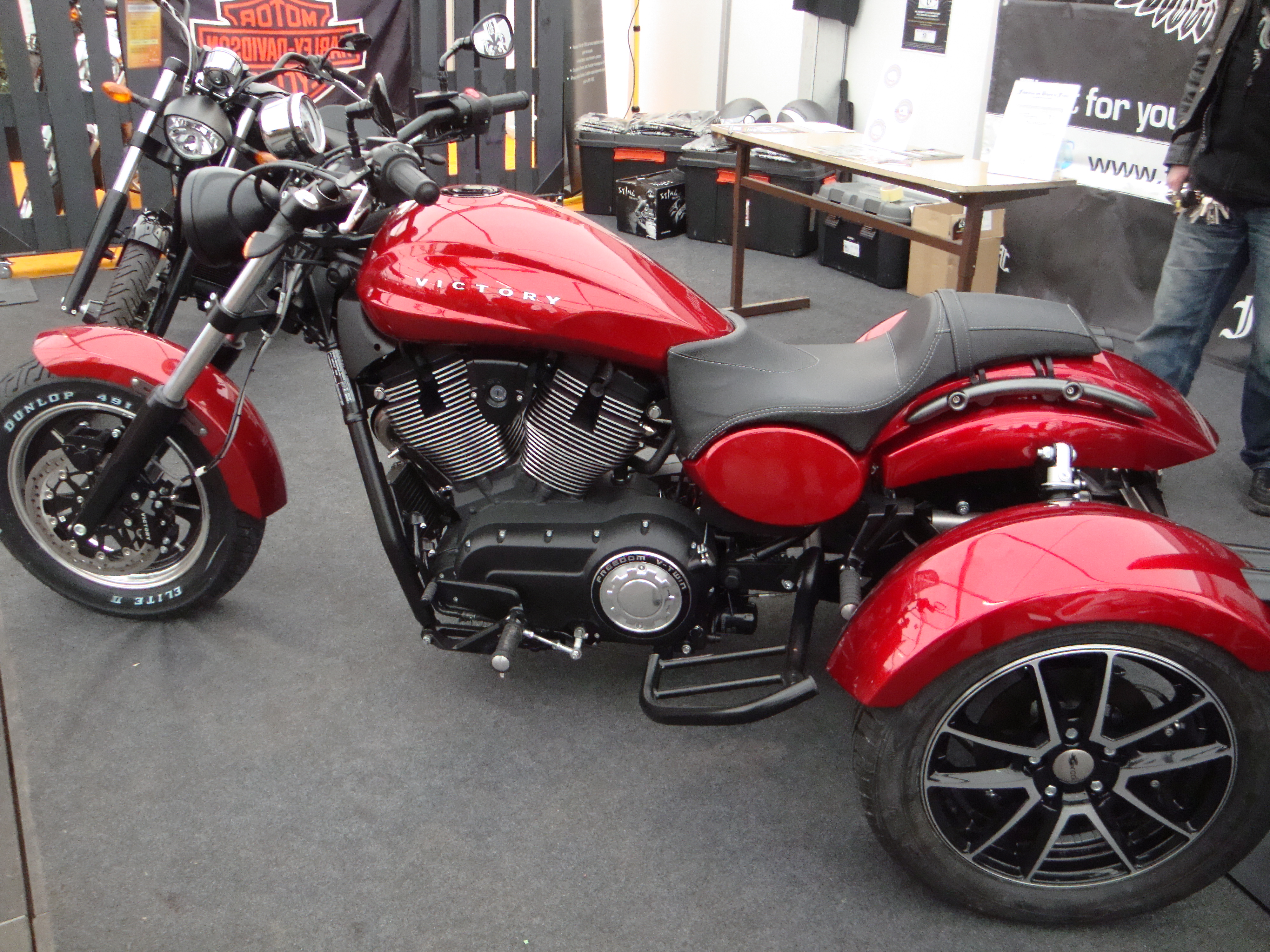
Le trike Victory Judge par EML (2013).

- Cross Country Tour : standard et série spéciale Cory Ness
- Vision Tour : standard et série spéciale Arlen Ness (en)

Baggers
- Cross Country : standard et série spéciale Zach Ness
- Hard-Ball
- Cross Roads Classic

Cruisers
- Vegas 8-Ball
- Hight-Ball
- JackPot
- Hammer : S et 8-Ball
- Judge
- BoardWalk

Sport cruiser
- Octane

## Dérivation en trike
En attendant que la version trike du Vision Tour soit importée en France, deux modèles sont proposés par des manufacturiers différents :
- le trike Victory sur base Vegas est présenté chez rewaco en 2012[11] ;
- le trike Victory sur base Judge est présenté en 2013 par EML France[12].